# Kikkerbilssluis
De Kikkerbilssluis (brug 279), is een hefbrug en sluis gelegen in Amsterdam-Centrum.

## Voorgeschiedenis
De verkeersbrug is gelegen in de Prins Hendrikkade en overspant de Oudeschans. De waterkering scheidt de Oudeschans van het Oosterdok. Er lag hier al eeuwenlang een brug en waterkering; op een gravure van J. Smit (1598-1644) is al een (dubbele) ophaalbrug te zien. Uit het fotografietijdperk is bekend dat er in 1863 nog een dubbele ophaalbrug lag, Jacob Olie legde hem toen vast. Daarna kwam er in 1876 een dubbele basculebrug een aantal meter zuidwaarts, maar die werd op haar beurt weer vervangen door een metalen enkele ophaalbrug uit de pen van Wichert Arend de Graaf. Die brug kon eind jaren dertig het verkeer niet meer aan. In 1940 werd daarom begonnen met het vervangen van de brug; de basculebrug bleef dienst doen als noodbrug.

## De bouw
De brug/waterkering werd tussen juni 1940 en september 1941 gebouwd en was ontworpen door Piet Kramer. Kramer gebruikte daarbij het ontwerp van de heftorens uit een tekening uit 1930. Op zich is de plaatsing van een hefbrug in Amsterdam-Centrum opzienbarend, de kolommen van die bruggen worden als ontsierend beschouwd en niet passend bij de historische omgeving. Het was een van de weinige hefbruggen, die Kramer zou tekenen en die nu nog functioneren. Een ander voorbeeld daarvan is de Omvalbrug. De kades rondom de Kikkerbilssluis werden verbreed, zodat er ook een bredere brug kon komen. Een tramlijn werd wel gepland, maar verviel even later weer. Men verwachtte weinig scheepvaartverkeer, de doorvaarthoogte is beperkt gehouden en de brug werd al vanaf het begin op afstand bediend vanuit de Kortjewantsbrug. Opmerkelijk aan de brug was of is:
- het was een van de eerste bruggen met hefbomen in plaats van deuren; die hefbomen waren net als de voorheen gebruikte deuren groen van kleur;
- Kramers ideeën zijn ook terug te vinden in de siersmeed-ijzeren balustrades, maar die zijn sober gehouden;
- de naam van de brug is niet te vinden op een metalen frame, maar is uitgebeiteld in graniet.

De brug is in de 20e eeuw en 21e eeuw uitgegroeid tot een belangrijke schakel in de oost-west-route door de stad. De brug werd tot 22 juli 2018 intensief gebruikt door stads- en streekvervoer. De brug is sinds 1995 gemeentelijk monument.

## Naamgeving
De hefbrug ontleent haar naam aan "de Kikkerbil", het was de naam van een naburige houtkoperij uit de zeventiende eeuw. Een kikkerbil is ook een stuk hout, dat bij de scheepsbouw gebruikt wordt. De juistheid van beide beweringen is echter nog niet met harde bewijzen aangetoond. Daarnaast werd de brug vroeger vanwege de locatie als grachtwaterkering ook wel de "Kalkmarktsluis" of "West-Indische sluis" genoemd. Ook bestond de naam "Ken-U-Zelvesluis", ontleend aan het opschrift bij een naburig huis.

## Afbeeldingen

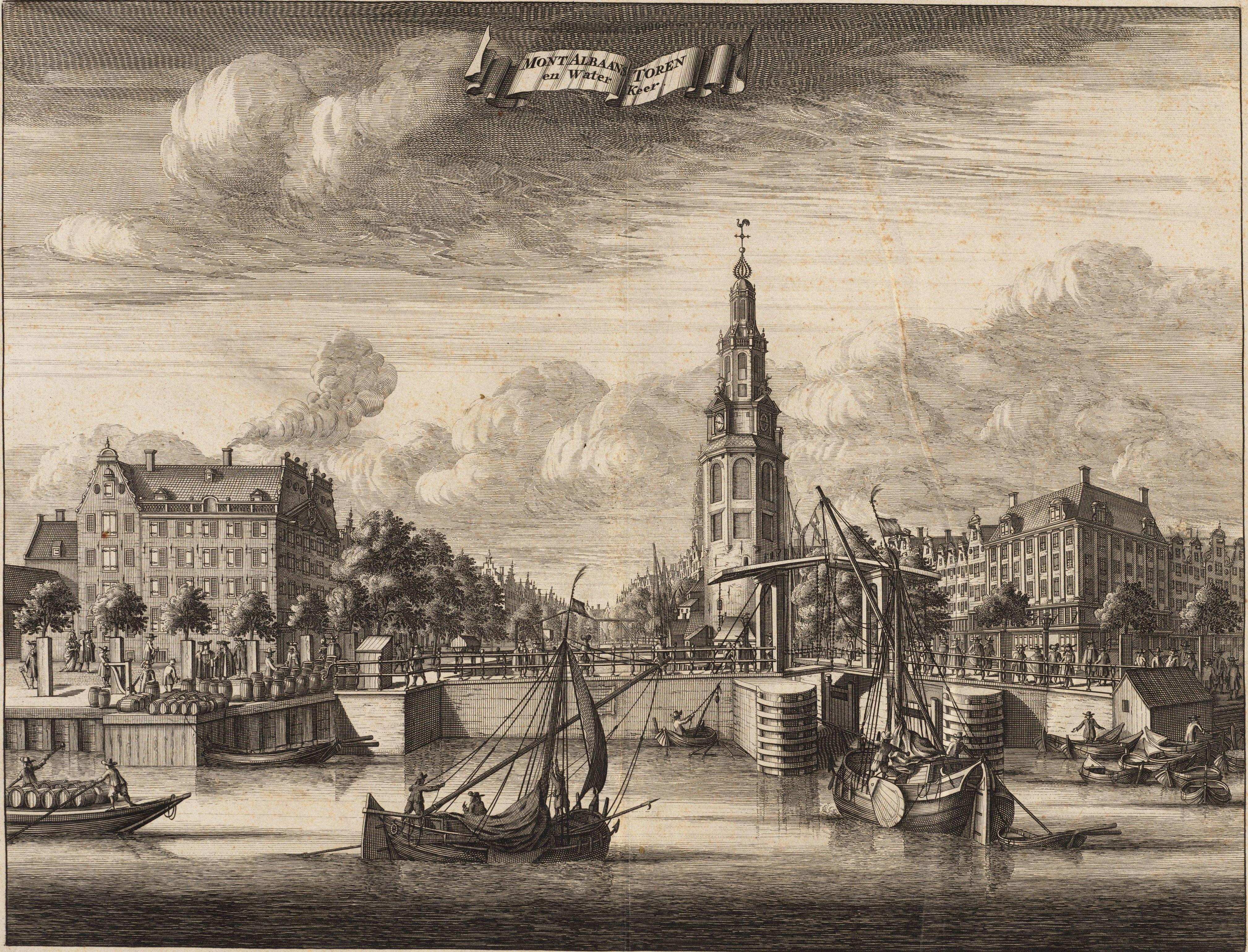
Kikkerbilssluis -gravure uit 1693
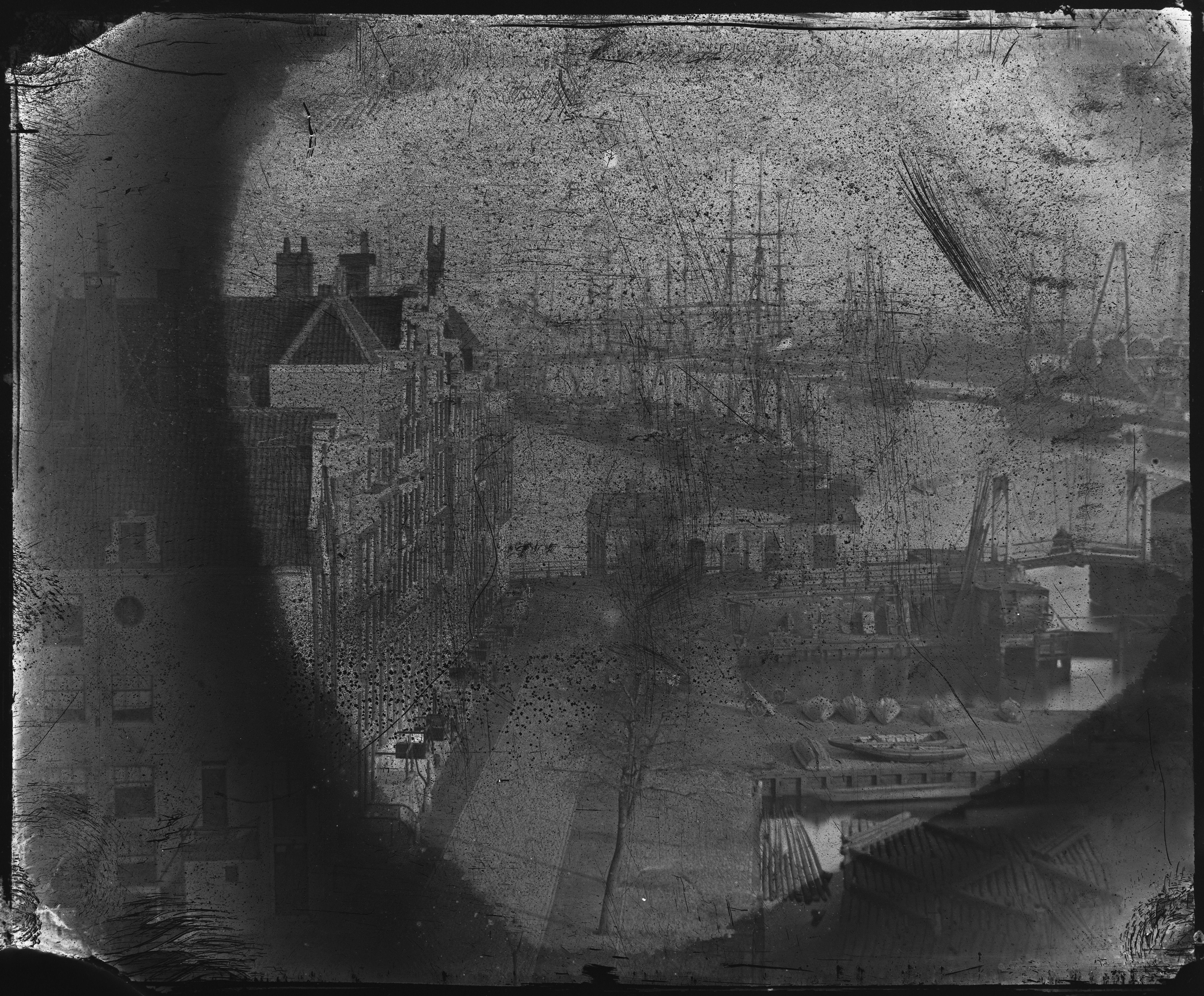
De Kikkerbilssluis (rechts), gezien vanaf de Montelbaanstoren - foto van Jacob Olie, februari 1863
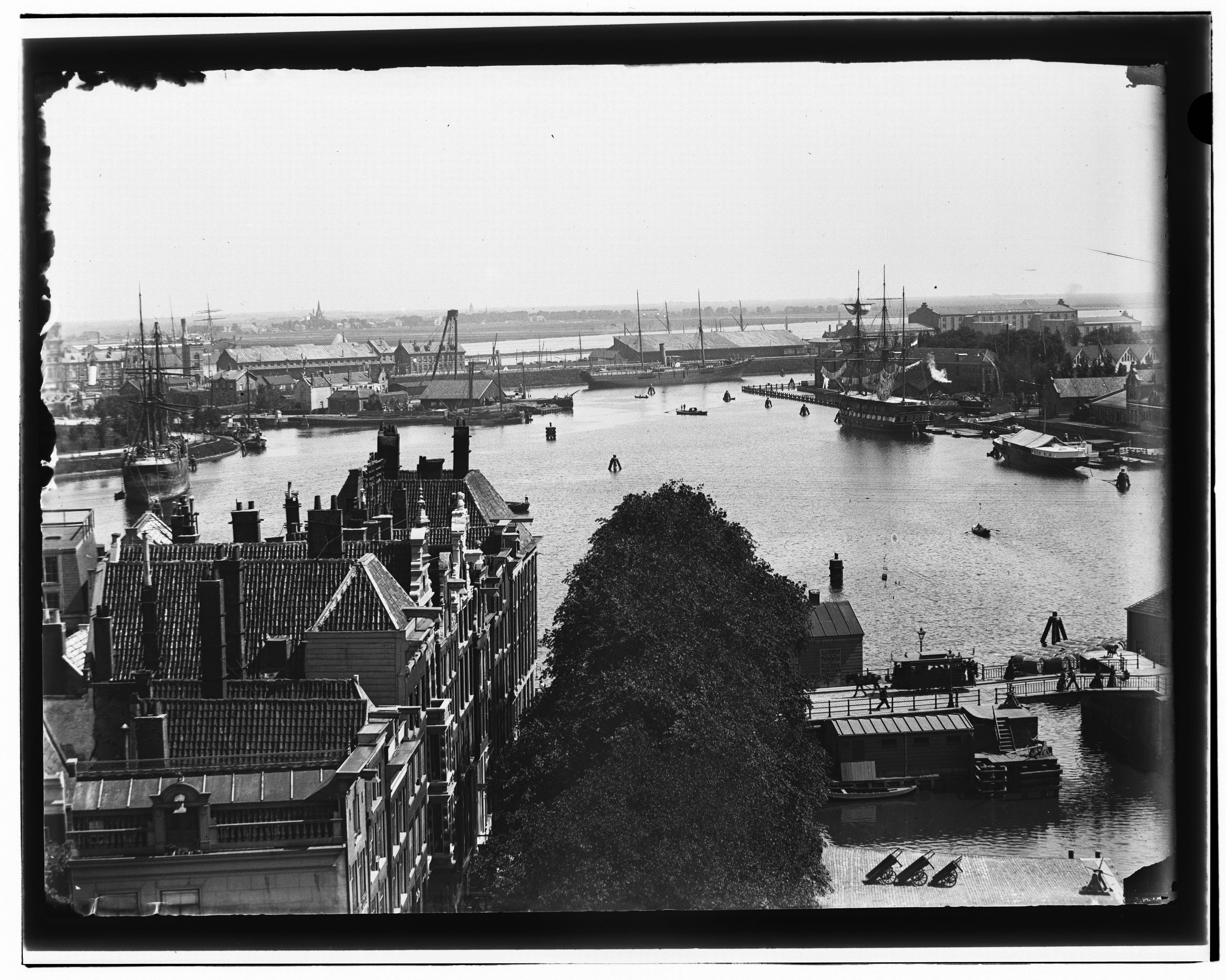
Kalkmarkt nrs. 1 t/m 13, met rechtsonder de Kikkerbilssluis - foto van Jacob Olie, juni 1896
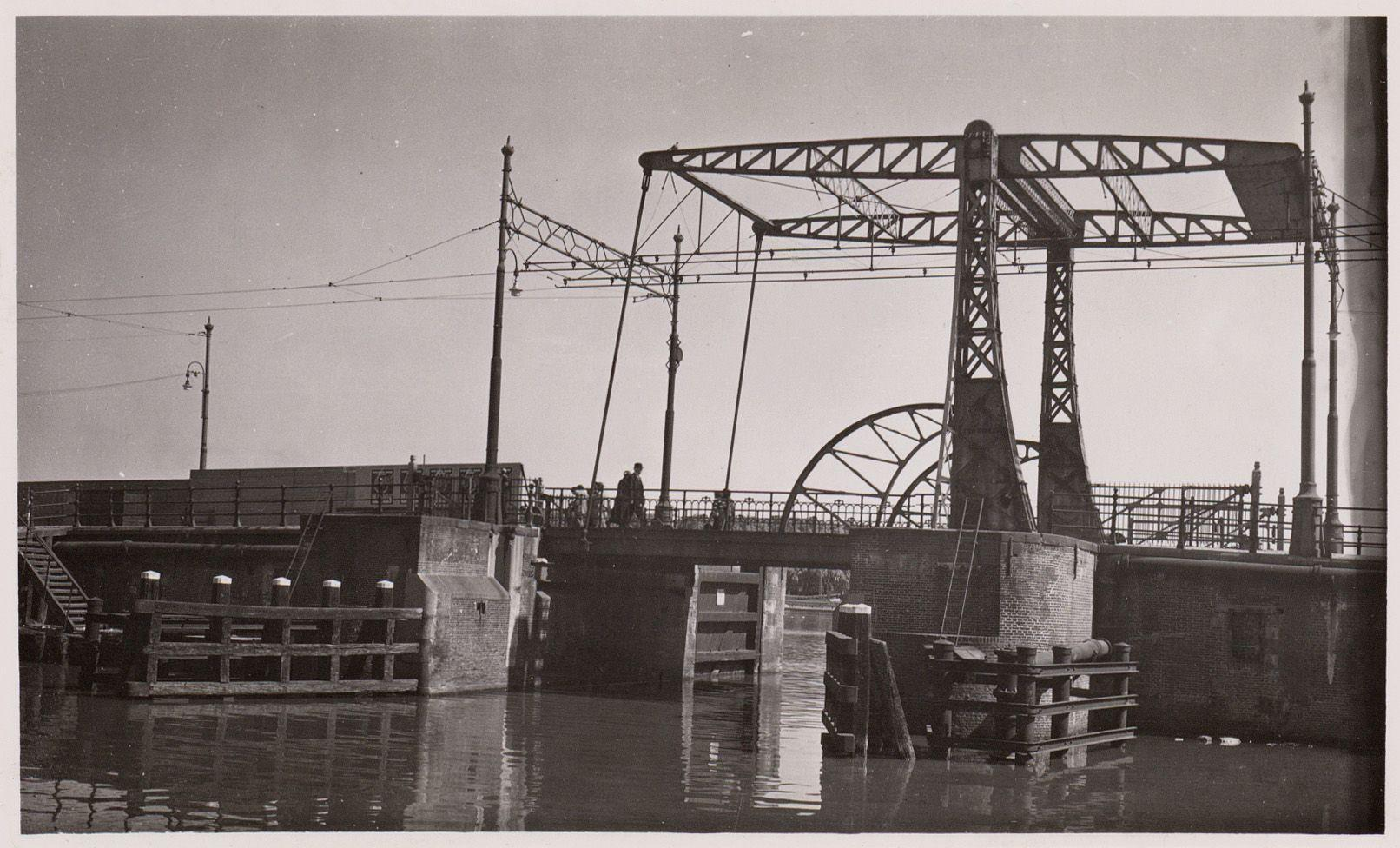
De Kikkerbilssluis, toen nog een balansbrug - foto van J. van Eck, voor 1946
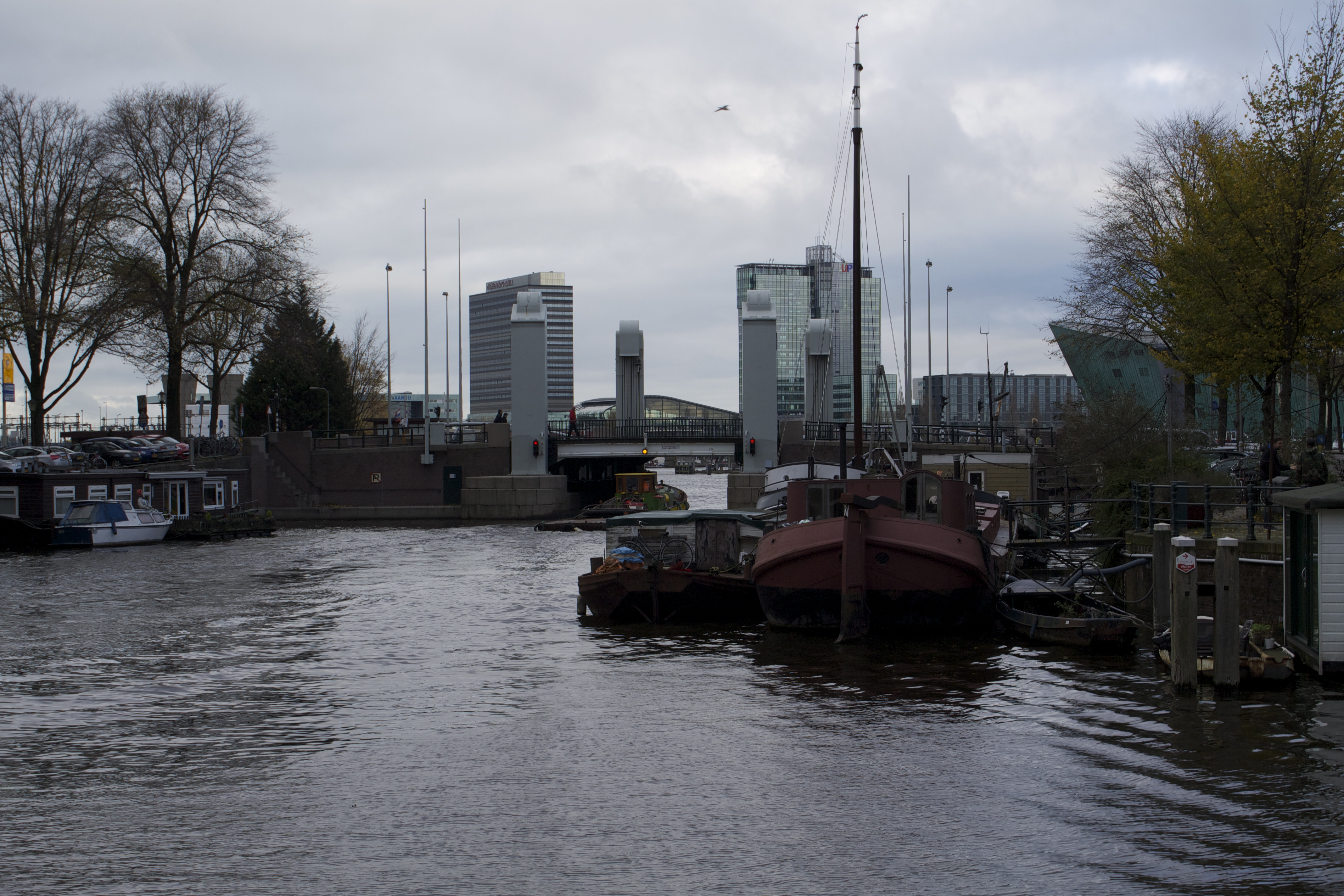
De Kikkerbilssluis met zijn opvallende heftorens - foto van Patrick Nouhaillers, november 2013

<<< · 200 · 201 · 202 · 203 · 204 · 205 · 206 · 207 · 208 · 209 ·  210 · 211 · 212 · 213 · 214 · 215 · 216 · 217 · 218 · 220 · 221 · 222 · 223 · 224 · 225 · 226 · 227 · 228 · 228P · 229 · 230 · 231 · 232 · 233 · 234 · 235 · 236 · 237 · 238 · 239 ·  240 · 241 · 242 · 243 · 244 · 245 · 246 · 247 · 248 · 249 ·  250 · 251 · 252 · 253 · 254 · 255 · 256 · 257 · 258 · 259 · 260 · 261 · 262 · 263 · 264 · 265 · 266 · 267 · 270 · 271 · 272 · 273 · 274 · 275 · 277 · 278 · 279 · 280 · 281 · 283 · 285 · 286 · 287 · 288 · 289 · 290 · 291 · 292 · 293 · 295 · 296 · 297 · 298 · 299 · >>>
Brugnummers 219, 268, 269, 276, 282, 284, 294 zijn niet (meer) in omloop.